# Вильлор
Вильло́р (фр. Villelaure) — коммуна во французском департаменте Воклюз региона Прованс — Альпы — Лазурный Берег. Относится к кантону Кадене.

## Географическое положение

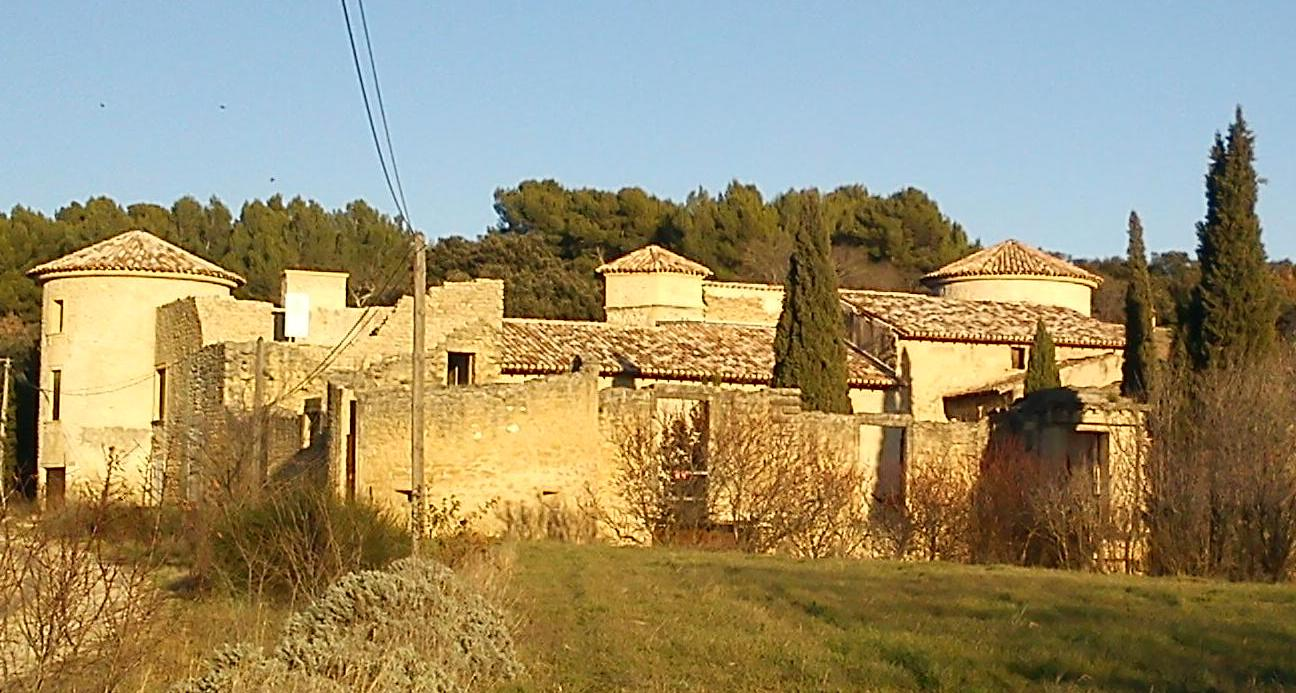
Замок Форбен.

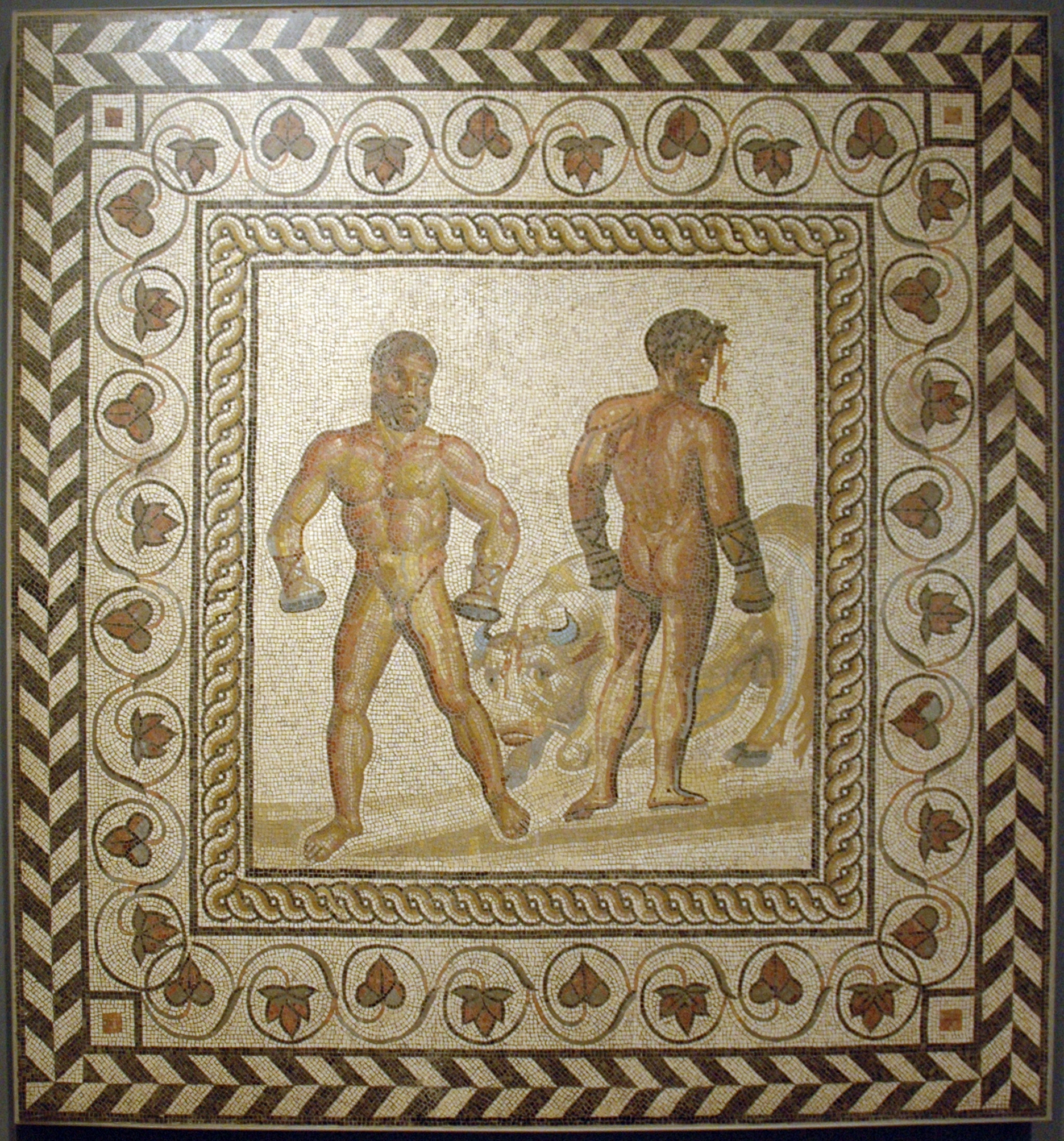
Мозаика «Боксёры» в романской усадьбе в Вильлоре.

Вильлор расположен в км к юго-востоку от Авиньона. Соседние коммуны: Вожин и Кюкюрон на севере, Ансуи на северо-востоке, Пертюи на юго-востоке, Ле-Пюи-Сент-Репарад на юге, Сент-Эстев-Жансон на юго-западе, Ла-Рок-д’Антерон на западе, Кадене на северо-западе.

## Демография
Население коммуны на 2010 год составляло 3223 человека.
| 1962 | 1968 | 1975 | 1982 | 1990 | 1999 | 2010 |
| ---- | ---- | ---- | ---- | ---- | ---- | ---- |
| 1168 | 1284 | 1275 | 1471 | 2135 | 2921 | 3223 |

## Достопримечательности
- Замок де Форбен, на востоке от города.
- Древнеримская усадьба в Ла-Тюильер.
- Старый замок, фортифицированная усадьба X века на востоке от Вильлора, расширена в конце XVI века в стиле Провансальского Возрождения, вдохновлённая замком Ла-Тур-д’Эг.
- Замок Верде Клебера, конец XVIII века.
- Бывшая мельница.
- Фонтаны XIX века.
- Живописный хутор де Каллье на севере от коммуны, фортифицированная усадьба XIII и XVIII веков